# Оркун Кьокджю
Оркун Кьокджю (на турски: Orkun Kökçü) е турски футболист, който играе като полузащитник за Бешикташ и националния отбор на Турция.

## Кариера

### Фейенорд
Продук е на академията на ФК „Гронинген“, където преминава, след като тренира в местни клубове около родния си град Хаарлем, Кьокджю се присъединява към „Фейенорд“ през 2014 г. Той дебютира за „Фейенорд“ на 17-годишна възраст при победа с 4:0 над „Хемерт“ в първия кръг на купата на Нидерландия на 17 септември 2018 г., отбелязвайки втория гол на „Фейенорд“. Прави своя дебют в Ередивизи срещу ФК „Емен“ на 9 декември 2018 г. и допринася с гол и асистенция, след като влиза като резерва. На 10 април 2019 г. удължава договора си с „Фейенорд“ до 2023 г. На 26 юни 2020 г. постига споразумение за удължаване с още две години, сделка до края на сезон 2024/25.
След напускането на Йенс Торнстра, старши треньорът на „Фейенорд“ Арне Слот избира Кьокджю за капитан на 2 септември 2022 г. С Кьокджю като капитан, „Фейенорд“ печели Ередивизи 2022/23.

### Бенфика
На 10 юни 2023 г. Кьокджю преминава в „Бенфика“ за пет години за 25 милиона евро плюс 5 милиона евро в бонуси. Сумата представлява рекорден входящ трансфер за португалския клуб и лигата, надминавайки трансфера на Дарвин Нунес от „УД Алмерия“ в „Бенфика“ през 2020 г. за 24 милиона евро и клубна рекордна продажба за „Фейенорд“, превръщайки се в най-голямата продажба на клуба след трансфера на бившия съотборник на Кьокджю във „Фейенорд“ Луис Синистера в „Лийдс Юнайтед“ през 2022 г. срещу 25 милиона евро.
Кьокджю дебютира за „Бенфика“ в мача за суперкупата, започвайки с победа с 2:0 над ФК „Порто“. Той отбелязва първия си гол на 2 септември, отбелязвайки третия гол на „Бенфика“ при домакинската победа с 4:0 над „Витория Гимараеш“. Кьокджю дебютира в Шампионската лига на 20 септември, започвайки при домакинска загуба с 0:2 от „Ред Бул Залцбург“.

## Успехи
Фейенорд
- Ередивизи: 2022/23
- Йохан Кройф Шийлд: 2018[15]

Бенфика
- Купа на лигата: 2024/25[16]
- Суперкупа на Португалия: 2023[17]